# Megalopsalis inconstans
Megalopsalis inconstans is een hooiwagen uit de familie Monoscutidae.